# ام‌وی هیو
ام‌وی هیو (به انگلیسی: MV Hiyu) یک کشتی است که طول آن ۱۶۲ فوت (۴۹٫۴ متر) می‌باشد. این کشتی در سال ۱۹۶۷ ساخته شد.